# St.-Johannis-Kirche (Pömmelte)

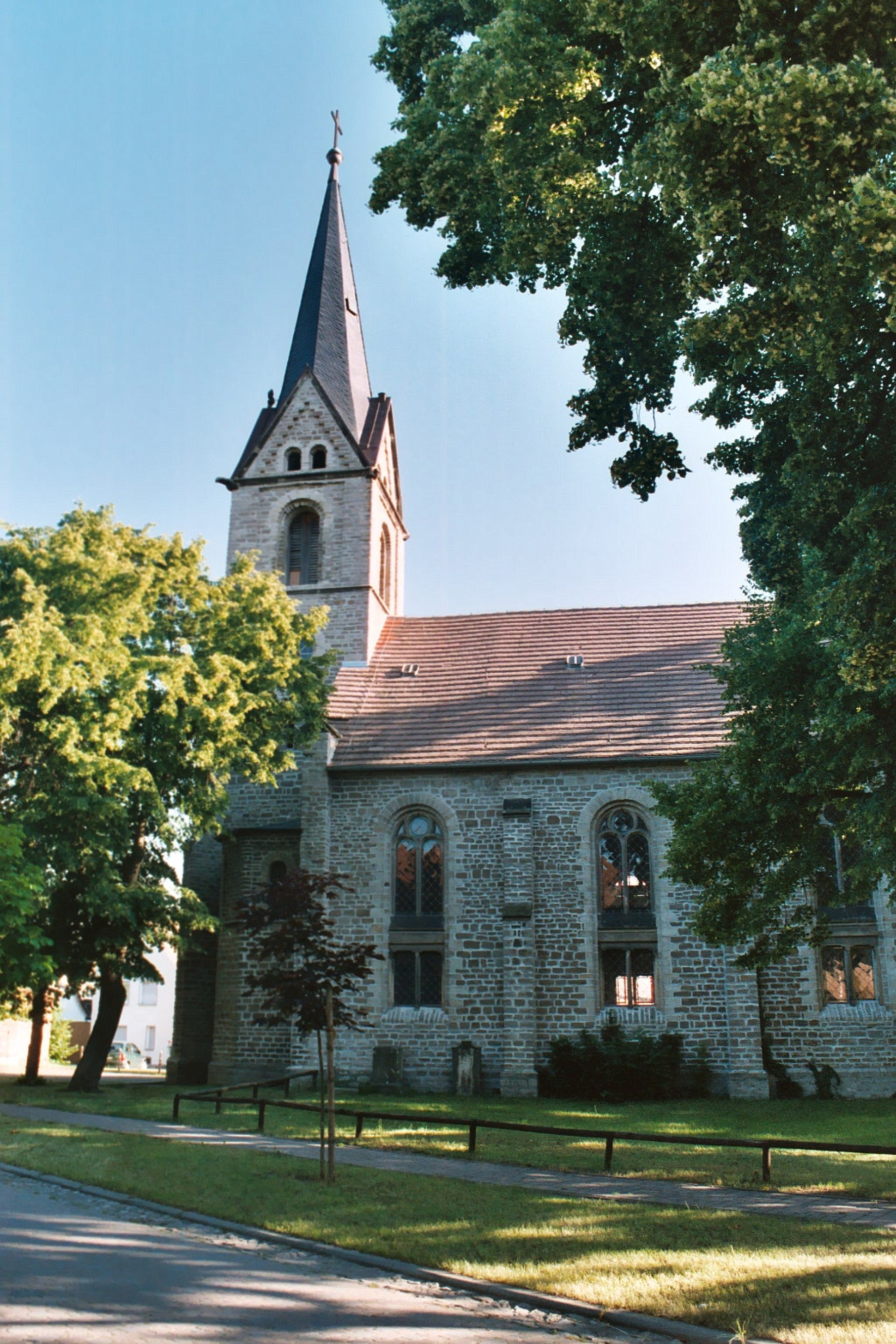
Südansicht (2013)

Die evangelische St.-Johannis-Kirche in Pömmelte, einem Ortsteil der Stadt Barby im Salzlandkreis in Sachsen-Anhalt, wurde in ihrer heutigen Gestalt im Jahr 1871 errichtet. 

## Geschichte und Architektur
Der Vorgängerbau der Pömmelter Kirche stammte aus dem 16. Jahrhundert. 1871 entstand an seiner Stelle eine dem romanischen Baustil nachempfundene Saalkirche mit einem polygonalen Chor und einem quadratischen Westturm mit einer ebenfalls polygonalen Spitze. Die Außenmauern wurden mit regelmäßig behauenen Bruchsteinquadern errichtet. Die Nord- und Südseite sind durch jeweils drei hohe, rundbogige Fenster und zwei Pilaster gegliedert. Während die Turmspitze schiefergedeckt ist, sind Kirchenschiff und Chor ziegelgedeckt. Mitte der 1930er Jahre wurden die Dächer des Kirchenschiffs und des Turms umgedeckt. Im Zuge umfangreicher Renovierungsarbeiten im Jahr 1965 wurde im Kirchenschiff ein beheizbarer Gemeinderaum eingebaut.

## Ausstattung
Am Turmeingang befindet sich ein Stein aus der Vorgängerkirche mit der Inschrift „Hier ist nichts anders als Gottes Haus und hier ist die Pforte des Himmels. Anno 1590“. Das Kirchenschiff schließt mit einer stumpfwinkligen Holzbalkendecke ab und verfügt über eine dreiseitige Empore. Unter der Westempore befindet sich der Gemeinderaum. Im fünffenstrigen Chor steht der Altar mit einem Ölgemälde auf Holz aus dem 16. Jahrhundert des deutschen Malers Adam Offinger, einem Schüler Lucas Cranachs des Jüngeren. Das Kreuzigungsgemälde stammt ebenfalls aus der Vorgängerkirche. Eine Stiftung Pömmelter Bürger ist der sandsteinerne, barocke Taufstein, auf dem die Namen der Stifter verzeichnet sind. Die 1871 vom Magdeburger Orgelbauer Carl Böttcher geschaffene zweimanualige Orgel mit zwölf Registern auf der Westempore ist nicht mehr bespielbar. Bis 1917 bestand das Geläut aus zwei Glocken, von denen jetzt nur noch eine im Turm hängt. Die zweite Glocke wurde jeweils in den beiden Weltkriegen eingeschmolzen.

## Pfarrer
Von 1827 bis 1845 wirkte der als Gründer der „Lichtfreunde“ (Verein der Protestantischen Freunde) bekannte rationalistische Pfarrer Leberecht Uhlich an der Kirche.